# Belarussische Basketballnationalmannschaft
Die belarussische Basketballnationalmannschaft der Herren repräsentiert Belarus bei Basketball-Länderspielen der Herren, etwa bei internationalen Turnieren und bei Freundschaftsspielen.
Das Team konnte sich bisher nicht für Weltmeisterschaften, Olympische Spiele oder Europameisterschaften qualifizieren. Sie ist bei weitem nicht so erfolgreich wie ihr Pendant bei den Damen, die zumindest bei kontinentalen Wettbewerben um Medaillen und Stand 2016 in den „Top Ten“ der FIBA-Weltrangliste geführt wurden.

## Geschichte
Die Nationalmannschaft von Belarus trat im Jahre 1992 der FIBA bei.
Zuvor spielten bereits belarussische Spieler in der Basketballnationalmannschaft der UdSSR.

### Bekannte Spieler
- Uladsimir Weramejenka, spielte bei diversen russischen Topteams und gewann mit UNICS Kasan 2011 den ULEB Eurocup.
- Ivan Edeshko, gewann mit der UdSSR einmal Gold bei Olympia, wurde einmal Welt- und zweimal Europameister.

## Abschneiden bei internationalen Wettbewerben
| - noch nie qualifiziert |  | - noch nie qualifiziert |

### Europameisterschaften
- noch nie qualifiziert